# Österreichische Gesellschaft für Thermografie
Die Österreichische Gesellschaft für Thermografie (ÖGfTh) ist der Fachverband für technische Thermografie und Prüfung der Gebäudeluftdichtheit in Österreich.
Die Gesellschaft mit Sitz in Wien wurde im Jahr 1988 als Interessenverband gegründet. Sie soll dem Erfahrungsaustausch, der Information und der Weiterbildung ihrer Mitglieder dienen.
Dies soll durch nationale und internationale Kontakte sowie Seminare und Tagungen erreicht werden.
Kooperationen werden mit  Universitäten und Fachhochschulen gepflegt. Das jährlich stattfindende Forum-Eugendorf (Sbg) dient der Fachkommunikation.
Zur Schaffung von Qualitätskriterien  entstand eine Zertifizierung nach internationalem Normenwesen für die IR-Thermografie und die Prüfung der Gebäudeluftdichtheit.
Die ÖGfTh und ihre Mitglieder sind europaweit tätig. Ungefähr ein Drittel der Mitglieder hat den Firmen- oder Wohnsitz nicht in Österreich. Nach außen wird die ÖGfTh von Thomas Grünberger (Präsident) und Günther Weinzierl (Generalsekretär) vertreten.